# Episodi di South Park (sesta stagione)
La sesta stagione di South Park, composta 17 episodi, è stata trasmessa negli Stati Uniti, da Comedy Central, dal 6 marzo all'11 dicembre 2002.
L'edizione italiana è stata trasmessa su Paramount Comedy nel 2005.
Tranne dove indicato diversamente, gli episodi sono stati scritti e diretti da Trey Parker.
| nº | Titolo originale                                           | Titolo italiano                                       | Prima TV USA     | Prima TV Italia  |
| -- | ---------------------------------------------------------- | ----------------------------------------------------- | ---------------- | ---------------- |
| 1  | Jared Has Aides                                            | Jared ha l'A.I.D.E.S.                                 | 6 marzo 2002     | 13 maggio 2005   |
| 2  | Asspen                                                     | Asspen                                                | 13 marzo 2002    | 20 maggio 2005   |
| 3  | Freak Strike                                               | Lo sciopero degli strambi                             | 20 marzo 2002    | 27 maggio 2005   |
| 4  | Fun with Veal                                              | Che belli i vitelli                                   | 27 marzo 2002    | 3 giugno 2005    |
| 5  | The New Terrance & Phillip Movie Trailer                   | Il trailer del nuovo film di Trombino & Pompadour     | 3 aprile 2002    | 10 giugno 2005   |
| 6  | Professor Caos                                             | Professor Caos                                        | 10 aprile 2002   | 17 giugno 2005   |
| 7  | The Simpsons Already Did It                                | I Simpson l'hanno già fatto                           | 26 giugno 2002   | 24 giugno 2005   |
| 8  | Red Hot Catholic Love                                      | Amore cattolico rovente                               | 3 luglio 2002    | 1º luglio 2005   |
| 9  | Free Hat                                                   | Cappello libero                                       | 10 luglio 2002   | 8 luglio 2005    |
| 10 | Bebe's Boobs Destroy Society                               | Le bocce di Bebe distruggono la società               | 17 luglio 2002   | 15 luglio 2005   |
| 11 | Child Abduction Is Not Funny                               | Rapire i bambini non è bello                          | 24 luglio 2002   | 22 luglio 2005   |
| 12 | A Ladder to Heaven                                         | Una scala per il paradiso                             | 6 novembre 2002  | 29 luglio 2005   |
| 13 | The Return of the Fellowship of the Ring to the Two Towers | Il ritorno della compagnia dell'anello alle due torri | 13 novembre 2002 | 5 agosto 2005    |
| 14 | The Death Camp of Tolerance                                | Il campo di concentramento della tolleranza           | 20 novembre 2002 | 12 agosto 2005   |
| 15 | The Biggest Douche in the Universe                         | Il più grande buffone dell'universo                   | 27 novembre 2002 | 19 agosto 2005   |
| 16 | My Future Self n' Me                                       | Io e il mio futuro me                                 | 4 dicembre 2002  | 26 agosto 2005   |
| 17 | Red Sleigh Down                                            | Slitta rossa abbattuta                                | 11 dicembre 2002 | 2 settembre 2005 |

## Jared ha l'A.I.D.E.S.
- Titolo originale: Jared Has Aides

### Trama
A South Park arriva Jared Fogle, divenuto famoso per essere dimagrito mangiando i panini della catena Subway. I protagonisti scoprono però che la sua perdita di peso non è solo il risultato di mangiare panini, ma è dovuta ai suoi aiutanti sportivi (in inglese "aides"). Convinto dai ragazzi, Jared decide di rivelare il suo segreto, ma gli abitanti di South Park pensano che abbia l'AIDS, e da quel momento la vita di Jared va a rotoli: viene lasciato dalla fidanzata e licenziato.
Jared ipotizza che tutto l'odio nei suoi confronti sia dovuto al fatto che gli altri non possano permettersi i suoi aiuti per la perdita di peso, cosi, quando per riscattarsi propone di volere dare "aiuti" a tutti, compresi i bambini, gli abitanti di South Park fraintendono le sue intenzioni e tentano di linciarlo, ma Stan, Kyle e Butters riescono a salvarlo spiegando come stanno i fatti. Tutti sono sollevati e si mettono a ridere, rendendosi conto che l'AIDS è finalmente divertente e ci si può scherzare sopra, essendo passati 22,3 anni. Viene mostrato che la gente festeggia in tutto per il fatto che finalmente l'AIDS è divertente.
Nel frattempo, Stan, Kyle e Cartman, per imitare Jared, decidono di fare ingrassare a dismisura Butters per fare pubblicità al City Wok, il ristorante cinese della città. Scopriranno però che perdere peso e più difficile che ingrassare, e decidono di far dimagrire Butters con una liposuzione fatta in casa, eseguita con ben poca delicatezza. Quando i ragazzi si recano dal proprietario del City Wok per farsi pagare, Cartman resta a casa di Butters per coprire l'amico in punizione, ma quando i genitori di questi chiamano, Cartman li insulta spacciandosi per lui. Una volta tornato a casa, Butters viene picchiato dai suoi genitori, con grande compiacimento di Cartman.

## Asspen

### Trama
Parodia di molti film degli anni ottanta basati sullo sci, in particolare Sapore di hamburger di Savage Steve Holland. Sui pendii innevati di Aspen, Stan viene sfidato a una gara dal migliore sciatore della montagna. In conformità con i film epici ed avventurosi sciistici, Stan deve vincere la gara per salvare il centro della gioventù, conquistare una ragazza (che neanche conosce) e liberare gli spiriti degli indiani Wackacha.

## Lo sciopero degli strambi
- Titolo originale: Freak Strike

### Trama
Quando i ragazzi scoprono che c'è un programma che premia in denaro la gente deforme (il Maury Povich Show) , decidono di iscrivere Butters, dopo avergli applicato dei testicoli finti sul mento. Butters viaggia in aereo da solo fino a New York per apparire al talk show. Una volta arrivato, nella sala d'attesa incontra molte altre persone con deformazioni, che accolgono Butters nella loro "associazione", la quale garantisce che i talk show televisivi degli Stati Uniti intervistino i loro membri regolarmente. Butters viene a sapere che disprezzano le persone che fingono di avere delle deformità e teme che gli altri "strambi" possano scoprire che anche lui sta mentendo, ma riesce a non tradirsi.
Durante lo show, Maury gli regala un viaggio gratuito al più grande campo da golf in miniatura del mondo. Stan, Kyle e Cartman stanno guardando lo show da casa e Cartman è arrabbiato perché Butters ha ottenuto il "loro" premio. Egli chiama quindi Maury per cercare di partecipare lui stesso allo show, ma l'operatore spiega che lo spettacolo non si concentrerà più sulle persone con deformità, dato che ora si occuperà di bambini e adolescenti incontrollabili. I genitori di Butters lo mettono in castigo per aver indossato il finto scroto sul suo mento, spiegando che la nonna ha visto lo show ed ha avuto un leggero ictus. All'improvviso, gli "strambi" arrivano fuori casa Stotch, dicendo di essere arrabbiati perché il Maury Povich Show ha deciso di non occuparsi più di loro e chiedono a Butters di unirsi a loro nello sciopero.
Cartman e sua madre partecipano al Maury Povich Show. Dopo aver visto un'adolescente di nome Vanity imprecare, picchiare sua madre e vantarsi del suo stile di vita incontrollabile, Cartman si traveste da adolescente, affermando di fare sesso e assumere droghe, nella speranza di "battere" Vanity e vincere il premio. L'ultima ospite dello show è una bambina molto piccola di nome Chantal, che si spoglia davanti al pubblico.
La banda di "strambi" arriva fuori dallo studio e appare in uno schermo durante lo show, dicendo che essi non dovrebbero perdere il loro unico impiego a favore di altra gente che si comporta da idiota. Butters, ancora con le finte palle attaccate al mento, è con loro, e gli "strambi" stanno cantando in protesta, facendo allontanare il pubblico dallo studio. Cartman è furioso perché Butters ha ancora ostacolato i suoi piani. Così, corre fuori dallo studio e afferra il finto scroto di Butters, strappandoglielo dal mento. Inizialmente, Butters è spaventato perché la sua "maschera" è stata scoperta, ma gli "strambi" inseguono Cartman perché pensano che egli abbia staccato il vero scroto di Butters. Butters poi pensa che forse, dopo tutto, se l'è cavata in questa strana situazione. Però, in quel momento i suoi genitori arrivano con un taxi, e il ragazzo si rende conto di essere nei guai ancora una volta.

## Che belli i vitelli
- Titolo originale: Fun with Veal

### Trama
Stan è sconvolto quando scopre che la carne di vitello che sta mangiando viene dalle mucche appena nate. Il ragazzo e i suoi amici decidono di salvare i vitelli nascondendoli nella camera da letto di Stan. Ne segue una situazione di stallo in cui Cartman deve trattare col miglior negoziatore dell'FBI che vuole riavere i vitelli.

## Il trailer del nuovo film di Trombino & Pompadour
- Titolo originale: The New Terrance & Phillip Movie Trailer

### Trama
Tutti i ragazzini di South Park sono incollati alla TV per vedere il trailer del nuovo film di Trombino e Pompadour. Il trailer dovrà apparire in uno degli stacchi pubblicitari di una lunga serie in cui Russell Crowe va in giro per il mondo a picchiare chiunque incontri.

## Professor Caos

### Trama
Dopo essere stato licenziato come nuovo amico di Kyle, Stan e Cartman per rimpiazzare Kenny, Butters decide di diventare un supercattivo col nome di Professor Caos. Inizia così ad attuare piani e crimini del tutto innocui (come scambiare le ordinazioni di un ristorante, rubare i cancellini della maestra o mescolare le mutande nel cassetto), aiutato dall'amico Dougie, diventato per l'occasione Generale Distruzione. I due progettano di allagare il mondo aprendo una pompa dell'acqua, ma anche questo piano fallisce perché gli addetti chiudono il rubinetto quando il giardino è ancora mezzo allagato.
Nel frattempo, i ragazzi decidono di dare il via ad una selezione (simile ad un reality show) per trovare un nuovo sostituto di Kenny. Alla fine dell'episodio vengono poste 3 domande: 1. Se il nuovo piano per conquistare il mondo del Professor Caos funzionerà; 2. Quale sarà il nuovo amico dei protagonisti (il bambino è coperto da un telo); 3. Quale personaggio morirà (tra Jimbo, Chef, il sindaco McDaniels, l'agente Barbrady, la signorina Choksondik e il signor Garrison) e non comparirà più nella serie. Viene fatto intendere che le risposte a queste domande saranno svelate nel successivo episodio, ma invece vengono rivelate nello stesso episodio pochi secondi dopo, subito prima dei titoli di coda: 1. Il piano non funzionerà (consisteva di inquinare l'atmosfera usando spray profumati, che finiscono prima di causare qualche danno); 2. Il prescelto è Tweek, scelto fra Jimmy, Token, Pip, Timmy e Asciughino. 3. Morirà l'insegnante dei ragazzi, la signorina Choksondik; la causa della morte sarà rivelata nel successivo episodio.

## I Simpson l'hanno già fatto

I personaggi principali della serie con le sembianze di quelli de I Simpson.

- Titolo originale: The Simpsons Already Did It

### Trama
Butters, nei panni del Professor Caos, decide di creare una gigantesca macchina in grado di oscurare il sole, ma a quel punto il Generale Distruzione (Dougie) gli rivela che I Simpson l'hanno già fatto, spegnendo così l'entusiasmo del supercattivo. Intanto Cartman trova un volantino che pubblicizza la vendita postale di creature marine. Cartman spedisce l'assegno, ma una volta arrivatogli le creature, piccolissime, si infuria poiché per vederle necessita di una lente d'ingrandimento: a quel punto Stan propone di metterle nella tazza del caffè della professoressa Choksondik, la quale poi muore. I quattro credono di averla uccisa e, quando scoprono che nello stomaco della donna sono stati trovati degli spermatozoi, i bambini confondono tale nome con quello delle loro creature (che erano dei protozoi), quindi vanno di nascosto in ospedale a recuperare le prove del delitto. Intanto il Professor Chaos (Butters) continua a proporre piani stravaganti ma che continuano ad essere idee prese dai Simpson. Chef, giunto a casa di Cartman dopo che i ragazzi gli hanno chiesto aiuto, rassicura i ragazzi che la professoressa non è morta per via delle loro creature acquatiche, e i quattro si rasserenano. In quel momento Butters (il Professor Chaos) ha finalmente un'idea originale, ma che scopre che quella sera verrà trasmesso un episodio dei Simpson in cui la sua idea viene copiata e, a quel punto, impazzisce facendogli così venire delle visioni che gli fanno vedere le persone e il mondo circostante come nei Simpson. Il giorno dopo Cartman scopre che le creature acquatiche hanno costruito una micro civiltà nel loro tubetto d'acqua, allora, insieme a Kyle, Stan e Tweek, prende un acquario più grande e delle altre creature marine, così facendo gli animaletti costruiscono una società più grande e venerano Cartman come un Dio. Nello stesso momento Butters guarisce dalle sue visioni capendo che ogni idea esistente è copiata. Intanto una parte delle creature marine comincia a venerare Tweek e così scoppia una guerra fra le società credenti, una guerra così violenta che uccide tutte le creature marine dell'acquario.

## Amore cattolico rovente
- Titolo originale: Red Hot Catholic Love

### Trama
Lo scandalo dei preti pedofili colpisce South Park e padre Maxi viaggia fino in Vaticano per scoprire di essere l'unico prete cattolico a non molestare effettivamente i bambini. Intanto, Cartman scopre un modo per defecare dalla bocca.

## Cappello libero
- Titolo originale: Free Hat
- Diretto da: Toni Nugnes
- Scritto da: Trey Parker

### Trama
Al cinema i ragazzi scoprono che i loro film preferiti continuano a venire rifatti e ripubblicati più volte al fine di renderli più politicamente corretti. Decidono di formare un'organizzazione per promuovere la loro causa, il movimento "Salviamo i film dai loro registi". Il loro obiettivo è impedire a registi del calibro di Steven Spielberg e George Lucas di rovinare i loro capolavori. Come incentivo, Cartman scrive "cappello gratis" (free hat, in cui il termine "free" può anche significare "libero") sul cartello del raduno. Tuttavia, i partecipanti fraintendono l'incentivo e invece di ricevere un gadget credono che il club sostenga il rilascio di Hat McCullough, che è stato condannato per l'omicidio di ventitré bambini. Mentre la folla si concentra sul persuadere il governatore a rilasciare McCullough, i ragazzi appaiono persino su Nightline per spiegare le loro motivazioni. Spielberg e Lucas sono anche ospiti dello show, e quando i ragazzi menzionano l'alterazione di I predatori dell'arca perduta, i due registi sono convinti di fare esattamente questo. Determinati a fermarli, i ragazzi si intrufolano nella casa di Lucas e rubano la bobina originale del film, ma Lucas li scopre e chiama la polizia; i ragazzi tentano di convincerlo a sfidare Spielberg e, proprio quando i loro tentativi iniziano a influenzarlo, arriva Spielberg accompagnato dalle guardie, e Lucas consegna a Spielberg il film con riluttanza. Stan, Kyle e Cartman vengono fatti prigionieri per essere ospiti alla première del film, ma Tweek riesce a scappare. Al club, Tweek avvisa tutti gli altri della situazione in corso, ma il pubblico rimane concentrato su McCullough. Nel frattempo, Spielberg e Lucas, ora raggiunti anche da Francis Ford Coppola, si recano alla prima in un convoglio con la pizza del film racchiusa in un contenitore a forma di Arca dell'alleanza. In una parodia de I predatori dell'arca perduta crescente, Tweek tende un'imboscata al convoglio che brandisce un bazooka e minaccia di sparare sulla pellicola (proprio come Indiana Jones nel film) a meno che non rilascino i suoi amici. La trattativa termina quando Spielberg convince Tweek che la sua vita è stata alla ricerca di un grande film e, a causa degli effetti aggiuntivi, vuole vederlo proiettato tanto quanto Spielberg. Tweek esita a usare il bazooka e viene successivamente catturato. Alla première, Spielberg rivela il suo piano per distruggere il film originale all'inizio della prima. Conoscendo la qualità del risultato finale, i ragazzi si allontanano mentre il pubblico reagisce in modo ostile al film. Il film alterato uccide Spielberg, Lucas, Coppola e il pubblico riunito prima di sigillarsi all'interno dell'arca. I ragazzi aprono gli occhi per scoprire che i loro legacci sono stati rimossi e sono finalmente liberi di tornare a casa, dove riceveranno le congratulazioni non per aver sconfitto Spielberg e Lucas ma per il rilascio di McCullough dalla prigione. Nonostante il suo squilibrio, McCullough riceve una standing ovation e gli viene offerto un bambino che si presume venga da questi ucciso immediatamente. I ragazzi si rendono conto che ciò che hanno fatto potrebbe non avere importanza ora, ma potrebbe averla in seguito. Tweek si chiede se qualcun altro tenterà di modificare il film e Stan risponde che è "in un posto sicuro, un posto dove nessuno lo troverà mai". Altrove, le stampe originali del film sono imballate e conservate in un magazzino etichettato "Red Cross 9/11 Relief Funds".
La quasi totalità degli ultimi 6 minuti dell'episodio sono una parodia de I predatori dell'arca perduta, con intere frasi e scene interamente copiate dal film e altre parzialmente modificate; Steven Spielberg, George Lucas e Francis Ford Coppola fanno da contraltare ai tre principali antagonisti del film, dei quali subiscono la stessa morte: la testa di Coppola si accartoccia come quella del colonnello Dietrich, il volto di Lucas si scioglie fino al teschio come quello dell'agente Toth e la testa di Spielberg esplode come quella di René Belloq. Inoltre, nella fine dell'episodio Spielberg agisce proprio come Belloq: riesce a convincere Tweek/Indy a non sparare sull'Arca/film ed è vestito esattamente come l'archeologo nemico di Jones sia in questa scena che nella "cerimonia" finale. Coppola è stato aggiunto all'episodio in una fase relativamente tardiva dopo che Trey Parker e Matt Stone si sono resi conto che avevano bisogno di un terzo regista nel finale, ed è stato scelto poiché aveva anche rieditato uno dei suoi film classici (vale a dire Apocalypse Now, che è stato rieditato in una versione più lunga chiamata Apocalypse Now Redux) al momento della messa in onda originale dell'episodio.

Quando i ragazzi tentano di convincere George Lucas a consegnare la pellicola originale de I predatori dell'arca perduta, Kyle gli dice «C'è ancora qualcosa di buono in lei» e Lucas giustifica il suo rifiuto affermando «Ormai è troppo tardi per me» (It is too late for me): si tratta dello stesso scambio di battute tra Luke Skywalker e Dart Fener ne Il ritorno dello Jedi.

## Le bocce di Bebe distruggono la società
- Titolo originale: Bebe's Boobs Destroy Society

### Trama
I bambini tornano a scuola per la prima volta dopo la morte della signorina Choksondik, avvenuta nell'episodio I Simpson l'hanno già fatto. Durante queste due settimane Bebe, la migliore amica di Wendy, ha iniziato a sviluppare il seno, che in un primo momento scambia per punture di zanzara.
Tutti i ragazzi della classe cominciano a pensare che lei sia una ragazza interessante e carina, senza nemmeno rendersi conto del perché.
Quando i ragazzi, incluso Stan, il fidanzatino di Wendy, invitano Bebe a tirare le pietre alle automobili, le gelosie delle altre ragazze e soprattutto quelle di Wendy si accendono. Le ragazze cominciano a diffondere false voci su Bebe, accusandola di essere sessualmente promiscua. Ogni qualvolta i ragazzi litigano per conquistare le attenzioni di Bebe assumono aspetto e atteggiamento simili a quelli delle scimmie di 2001: Odissea nello spazio, citazione che diventa ancora più evidente quando Stan brandisce un osso e colpisce i suoi compagni. L'apparenza scimmiesca dei ragazzi confonde anche due astronauti che si schiantano con il loro Shuttle tra le nevi di South Park pensando di essere in un futuro alternativo in cui i primati hanno dominato l'uomo, proprio come accade ne Il pianeta delle scimmie.
Anche nel gruppo di Stan, Kyle, Cartman e il nuovo sostituto di Kenny, Tweek, si creano dei contrasti: Cartman viene cacciato dal gruppo e sostituito da Bebe. Tuttavia Cartman invita Bebe a casa sua per giocare a "Rapimento" (nella versione originale "Lambs", riferimento a Il silenzio degli innocenti) gioco che consiste nel minacciare di morte una bambola di pezza lasciata sul fondo di un profondo buco nel seminterrato della casa di Eric. Dopo che i ragazzi hanno animatamente litigato, Bebe si chiude in casa sua finalmente cosciente della situazione e non esce perché fuori la aspettano tutti i ragazzi. Il sentimento di inadeguatezza che cresce in Bebe la porta a consultare un chirurgo plastico per effettuare una mastoplastica riduttiva, ma quest'ultimo rifiuta per "motivi etici". Bebe è sempre più ossessionata dai suoi seni, tanto che una notte li sente cospirare tra loro sul fatto di prendere il potere della società. Intanto anche Wendy va dallo stesso chirurgo plastico di prima ma per una mastoplastica additiva, questa volta il chirurgo, convinto dai 3.000 dollari in contanti di Wendy, accetta di eseguire immediatamente l'intervento. Esasperata Bebe una mattina va a scuola indossando uno scatola di cartone per non rendere visibile agli altri il proprio seno. In questo modo i ragazzi ritornano in sé e comprendono che "le poppe hanno fritto loro il cervello". Quando Wendy si presenta in classe con il suo seno rifatto i ragazzi la deridono e la insultano.

## Rapire i bambini non è bello
- Titolo originale: Child Abduction Is Not Funny

### Trama
A causa dei continui allarmismi dei notiziari, i genitori di South Park sono sempre più terrorizzati dai rapitori di bambini. Dopo che Tweek ha quasi rischiato di essere rapito per davvero, gli abitanti della cittadina decidono di assumere il ristoratore cinese Tuong Lu Kim per costruire una Grande Muraglia attorno alla città, in modo da non fare entrare degli stranieri. Ogni volta che la muraglia è quasi completata, dei guerrieri mongoli arrivano e riescono sempre a distruggerla. Tuong Lu Kim quindi ingaggia con loro una vera e propria guerriglia, dai risultati grotteschi.
Nel frattempo i genitori diventano sempre più paranoici e equipaggiano i figli con sistemi kid tracker e li seguono perfino a scuola, non fidandosi neanche di loro stessi. Quando i notiziari affermano addirittura che uno studioa sostenga come in nove casi su dieci di rapimento di bambini è ad opera dei loro stessi genitori, questi mandano i bambini fuori dalla città a vivere da soli, per evitare di rapirli loro stessi. I bambini vengono poi raccolti e addestrati dai mongoli, aiutandoli poi a distruggere la muraglia per l'ennesima volta. A quel punto gli adulti, vedendo i bambini, capiscono che isolarsi non serve a nulla e riaccolgono i loro figli, che invece sono scandalizzati dalla stupidità dei genitori.

## Una scala per il paradiso
- Titolo originale: A Ladder to Heaven

### Trama
I ragazzi hanno vinto un premio per un'abbuffata gratis in un negozio di dolciumi, ma il biglietto per reclamarlo ce l'aveva Kenny, che ora è morto. I ragazzi visitano casa sua per riprenderselo, ma vengono a sapere che il loro amico è stato cremato. Non sapendo cosa voglia dire essere cremato, i ragazzi scambiano le ceneri per cioccolato in polvere, quindi Cartman le mischia con del latte e le beve. Da quel momento Cartman comincia ad avere strane visioni.
I ragazzi, non volendo rinunciare all'abbuffata, decidono di costruire una scala per arrivare in paradiso e riprendere il biglietto da Kenny. La cittadinanza ed il mondo intero sono commossi per un tale gesto, considerandolo il gesto di quattro bambini che hanno perso il loro amico e che ancora non sono a conoscenza del significato della morte. Nel frattempo il Giappone annuncia di stare costruendo a sua volta una scala per il paradiso, scatenando la competitività degli Stati Uniti che, a loro volta, rispondono aiutando i tre ragazzi. Cartman intanto, soprattutto quando batte la testa, continua ad avere strane visioni.
Quando la notizia della competizione raggiunge anche la Casa Bianca, il presidente Bush decide di attaccare il Paradiso, perché ritiene, senza avere reali prove, che Saddam Hussein da lì stia progettando attacchi terroristici. Il Giappone poi dichiara di aver finalmente raggiunto, e quindi conquistato, il paradiso, ma il gesto si rivela subito una gigantesca truffa. Quando i tre bambini raggiungono le nuvole senza trovarci nulla, Cartman ovviamente accusa Kyle di stargli impedendo di raggiungerlo in quanto ebreo e quindi, secondo lui, non credente nell'esistenza del paradiso. In tutta risposta Kyle lo colpisce, scatenando una visione grazie a cui Cartman capisce che le visioni sono i ricordi di Kenny.
Ancora convinti della buona fede dei tre bambini, i genitori spiegano ai tre bambini cos'è la cremazione, scoprendo con orrore che Cartman ha bevuto le ceneri di Kenny e le ha sostituite con lettiera ed escrementi di gatto, e questo fa capire ai tre che le visioni di Cartman ora è posseduto dallo spirito del defunto amico, di cui ora condivide i ricordi. Per liberarsi di Kenny, Cartman cerca di farsi "esorcizzare" in una clinica per aborti, ma lì scopre che tra i ricordi innescati dai colpi intesta, c'è anche quello in cui si scopre che fine abbia fatto il biglietto. Con l'"aiuto" di Stan e Kyle, Cartman ha la visione necessaria a trovare il biglietto.
Ottenuti i dolciumi, i tre annunciano al mondo la fine del loro lavoro sulla scala, impedendo così il bombardamento del paradiso. Ma qualcosa è cambiato: ora Cartman non solo possiede i ricordi di Kenny, ma quest'ultimo riesce a controllare parzialmente il suo corpo.
Infine, in un ultimo colpo di scena, si scopre che Saddam in paradiso sta davvero producendo armi chimiche.

## Il ritorno della compagnia dell'anello alle due torri
- Titolo originale: The Return of the Fellowship of the Ring to the Two Towers

### Trama
L'episodio è una parodia della trilogia de "Il signore degli Anelli". Randy Marsh ha affittato una copia del film "Il signore degli Anelli" e dà a Stan, Kyle e Cartman (ancora posseduto dall'anima di Kenny) l'incarico di portarlo ai genitori di Butters. Mentre i tre sono fuori, Randy cerca di vedere con Sharon un film porno (affittato insieme al "Signore degli Anelli") chiamato Troie da dietro 9, definito il film "più porno al mondo", ma dopo aver riconosciuto "Il signore degli Anelli" dalle prime immagini, Randy scopre con orrore di aver fatto confusione e di avere dato ai bambini il film porno.
Dirigendosi a casa dei genitori di Butters, I Marsh incrociano Stan, Kyle e Cartman sulla via del ritorno, avendo già consegnato la cassetta. Randy dà quindi ai tre un'altra "missione": tornare da Butters e riprendere la cassetta, stando però attenti a non guardarla perché "ha un potere grande e malvagio". I tre accettano nuovamente e tornano verso la casa di Butters dove si riprendono la cassetta, non prima di scoprire che Butters (che ha ignorato la vera natura del film e ha pensato davvero che si trattasse de "Il signore degli Anelli") ha visto il film sviluppandone una vera e propria ossessione. Non essendo riuscito a riavere il film indietro, Butters impazzisce e si apparta in cantina, parlando in terza persona e borbottando di rivolere con sé il suo "tesoro" (come Gollum). Lo strano atteggiamento di Butters viene notato dai suoi genitori e da Randy, il quale conclude che i ragazzi potrebbero avere visto il film porno e che siano scappati via terrorizzati.
Dopo essere riusciti a sfuggire ad alcuni ragazzi delle medie che hanno cercato di rubare loro la videocassetta porno, i ragazzi si riuniscono nel giardino di Token Black per un consiglio (sempre nello stile de "Il Signore degli Anelli"), dove quest'ultimo si offre volontario per guardare il contenuto della videocassetta e constatare il suo "potere malvagio". Nel frattempo, i genitori dei ragazzi si sono riuniti a casa di Randy e sono molto preoccupati del fatto che i loro figli abbiano visto un film porno alla loro età. La loro preoccupazione cresce quando viene rivelato che il porno in questione è il deviatissimo Troie da dietro 9: si mettono quindi alla ricerca dei ragazzi per dare loro una spiegazione alle sconcezze che hanno visto. Anche i ragazzi delle medie hanno scoperto che il porno in possesso dei bambini è Troie da dietro 9, e si avviano anche loro a cercarli.
I bambini decidono alla fine di riportare la videocassetta al videostore dove è stata affittata dopo aver visto l'effetto che ha avuto su Token (in realtà è rimasto scioccato dalle scene deviatissime del porno), così formano una "compagnia" formata da Stan, Kyle, Cartman, Craig, Jimmy e un ragazzino dell'asilo sconosciuto e si dirigono verso il videostore "Le due torri". Durante il viaggio la compagnia si riduce sempre di più: Jimmy viene abbattuto dai ragazzi delle medie nel tentativo di ostacolarli (esclamando "Tu non passerai!", come Gandalf quando si scontra con il Balrog), mentre Craig e il ragazzino dell'asilo vanno a giocare ad Harry Potter con degli altri ragazzini. Rimangono quindi solo Cartman, Stan e Kyle, che incontrano Butters il quale (sempre parodizzando Gollum) li conduce al videostore. Una volta giunti a destinazione i ragazzi buttano la videocassetta, con Butters attaccato, nella cassetta del riepilogo del negozio, con grande rabbia dei ragazzi delle medie, giunti sul posto. Proprio quando quelli delle medie stanno per punirli, arrivano i genitori dei ragazzi (grazie alle indicazioni di Jimmy, che hanno incontrato nel tragitto) i quali, credendo ancora che anche i tre abbiano visto quel film, gli spiegano i vari elementi e dettagli della vita sessuale, lasciandoli basiti.

## Il campo di concentramento della tolleranza
- Titolo originale: The Death Camp of Tolerance

### Trama
Il signor Garrison viene promosso ad insegnare in quarta elementare (era stato retrocesso all'asilo dopo essersi dichiarato omosessuale), ma quando scopre che se fosse licenziato per le sue tendenze sessuali potrebbe fare causa alla scuola per milioni di dollari, porta in classe il suo compagno, il Signor Maso, e i due iniziano a compiere atti sempre più oltraggiosi. Tuttavia il piano fallisce perché quando gli alunni, non potendo capire la differenza tra l'amore omosessuale e ciò che i due degenerati stanno facendo, esprimono il loro disagio ai genitori, vengono scambiati per omofobi.
Garrison allora decide di esagerare ancora di più e pratica gerbilling col criceto della classe, Lemmiwinks, davanti agli alunni inorriditi. Questi raccontano l'accaduto a Chef, che allora prova ad avvertire la preside, ma questa invece, con ostentata accettazione del diverso, decide di mandare il cuoco ad un campo di concentramento della tolleranza.
I bambini allora, esasperati, si lamentano di nuovo con i loro genitori, ma anche questi decidono di ignorare le loro ragioni e mandare pure loro al campo di concentramento della tolleranza, dove tra regole ferree e disciplina dovrebbero imparare a tollerare i gay. Nel frattempo Garrison non solo non viene licenziato, ma ottiene anche un premio come "insegnante coraggioso". In un ultimo tentativo di accusare la scuola di omofobia, si reca alla cerimonia in suo onore vestito da drag queen a cavallo dello stesso Maso.
Vedendolo i genitori restano scioccati, ma la preside e il resto del pubblico continuano invece ad elogiarlo, finché Garrison sbotta e spiega che anche la tolleranza deve avere un limite. Solo allora i genitori capiscono il loro errore e recuperano i loro figli, ma la preside Victoria resta fedele ai propri principi, quindi mentre i bambini sono liberati, lei fa internare Garrison e Maso al loro posto, ritenendo i due uomini intolleranti a loro stessi.
Parallelamente vengono mostrate le vicende di Lemmiwinks all'interno delle ragioni del sistema digestivo del Signor Maso, e di come riesca ad uscirne ricevendo consigli da tre spiriti di animali che sono morti prima di lui mentre cercavano di scappare.
- Guest star: John Hansen (Signor Maso)

## Il più grande buffone dell'universo
- Titolo originale: The Biggest Douche in the Universe

### Trama
Cartman è ricoverato in ospedale dopo che è stato nuovamente posseduto dall'anima di Kenny, e rischia di morire se questa non verrà rimossa in tempo. Nonostante l'indifferenza di Stan e Kyle alla cosa, Chef decide di portare tutti a New York per convincere il medium John Edward, della trasmissione televisiva Crossing Over, a parlare con l'anima di Kenny.
Qui Stan e Chef si rendono conto che John Edward non ha dei veri poteri ma non fa altro che dire cose molto vaghe, con cui però riesce a convincere gli spettatori di stare parlando con i morti. Siccome è palese come Eric non possa essere aiutato così, Chef lo porta in Scozia dai propri genitori per fare un esorcismo. Purtroppo Kyle, durante lo spettacolo viene plagiato da Edwards e si iscrive alla scuola privata per i giovani ebrei "Jewleeard", convinto di rispettare il volere della nonna defunta.
Per far tornare Kyle a casa, Stan si reca alla villa di John Edward e prova a convincerlo a confessare che usa solo dei trucchetti, ma questi, che sembra ormai credere alle sue stesse menzogne, rifiuta indignato le accuse del bambino. Stan allora, disgustato per la falsità dell'uomo, dichiara Edwards il "più grande buffone dell'universo" e, approfittando della sua assenza, ha l'occasione di trovare i manuali delle tecniche necessarie per far credere di essere un sensitivo. Ora che ha le prove dell'infondatezza dei presunti poteri di Edward, Stan tenta di convincere Kyle a tornare a casa, ma quest'ultimo non gli crede e i due attirano l'attenzione dei passanti. Per provare che Edward non è un vero medium, Stan mostra i suoi trucchi fingendo anche lui di poter parlare con i morti, ma le persone continuano a non capire e credono invece che anche Stan abbia dei poteri. Gli viene addirittura proposto un suo show televisivo, The Other Side, simile a quello di Edward, perciò coglie l'occasione per rivelare i suoi trucchi e screditarlo, ma inutilmente. John Edward, saputo che il The Other Side ha più ascolti, sfida Stan in diretta televisiva.
Il giorno della sfida, Stan ignora il rivale e parla col cuore al pubblico, spiegandogli di capire quanto sia bello credere che i loro parenti defunti comunichino dall'aldilà, ma è sciocco crederci davvero, soprattutto se per farlo sia necessario usare John Edwards. Le parole di Stan riescono a convincere Kyle e parte del pubblico (c'è ancora chi non vuole proprio capire), mentre il sedicente sensitivo ripete lagnosamente di essere speciale fino a che il soffitto non viene sfondato da un'astronave, da cui escono alieni dalle varie forme. Gli esseri dichiarano di essere venuti a cercare John Edwards che, lusingato, si rivela e li accoglie, ma poi il suo entusiasmo si spegne quando essi rivelano di essere venuti a cercarlo poiché candidato al premio "Il più grande buffone dell'universo" e quindi, senza ascoltare le sue obiezioni, lo portano via.
Intanto in Scozia Cartman viene esorcizzato dai genitori di Chef e l'anima di Kenny viene ospitata da un arrosto per essere riportata a South Park.
In una lontana colonia spaziale ci sono le nomination, e John Edwards, galassia della Via Lattea, pianeta Terra, è dichiarato "il più grande buffone dell'universo".

## Io e il mio futuro me
- Titolo originale: My Future Self n' Me
- Diretto da: Trey Parker ed Eric Stough
- Scritto da: Trey Parker

### Trama
Quando un trentaduenne, che dichiara di essere Stan venuto dal futuro, compare sulla porta di casa Marsh, il piccolo Stan dovrà scendere a patti col perdente che diventerà a causa dell'abuso di droga e alcol. La cosa però diventa sospetta quando anche Butters rivela di ospitare in casa il proprio sé stesso proveniente dal futuro. Stan da questo scopre che i genitori si sono affidati alla Motivation Corp., un'azienda iper-liberale con cui i genitori ingaggiano un attore per sensibilizzare i figli ai pericoli della droga, esagerando e mentendo sulle possibili conseguenze. Stan allora tenta di obbligare i genitori a confessare di avergli mentito, ma loro non demordono, tirando fuori ogni volta scuse sempre più ridicole.
Intanto Cartman, nel tentativo di fare soldi, entra nel business della vendetta gestendo un "Centro per la vendetta sui genitori", mediante cui dirige una squadra di bambini ispanici che ricoprono di feci i muri della casa di chi li assume per vendicarsi dei genitori di quest'ultimo (senza però sapere come pulire dopo). Butters prontamente li ingaggia mentre Stan capisce che una vendetta del genere è inutile ed è meglio che agisca da solo, ma i genitori continuano a insistere che Stan deve stare lontano dalla droga.
Appena la squadra di Cartman ha finito il suo "lavoro" a casa Stotch, Butters capisce che i suoi genitori finiranno solo per arrabbiarsi per questa bravata, ma fortunatamente loro invece realizzano i loro errori e gli chiedono scusa. Contemporaneamente arriva Stan seguito a ruota dai suoi genitori, che tentano di giustificare la presenza del futuro Butters con altre bugie, ma Stan ne ha abbastanza e rivela di sapere tutto. Così anche Randy e Sharon capiscono che mentire al figlio per tenerlo lontano dalla droga non è una soluzione, ma poi Randy incolpa di tutto la Motivation Corp. e quindi chiedono a Cartman di vendicarsi per loro.
Il risultato questa volta è quello sperato e Cartman viene premiato con dei biscotti. Nonostante sia contento per la ricompensa, Eric rivela che questa vicenda gli ha fatto capire come sia meglio pensare al futuro e quindi ha deciso di avere più cura di sé. Proprio in quel momento si presenta un uomo in forma e ben vestito che gli fa i complimenti e che gli rivelando di essere lui venuto dal futuro, perché da quel momento Eric, grazie all'epifania appena avuta, avrà successo e dirigerà una compagnia di veri viaggi nel tempo. Purtroppo, Eric crede di avere di fronte l'ennesimo attore e quindi, per ripicca a questo presunto inganno, decide di ricominciare a vivere mangiando e facendo ciò che gli pare. L'uomo tenta di fermarlo ma prontamente si trasforma in un meccanico obeso e sporco: era davvero Eric Cartman, che si è appena rovinato la vita.

## Slitta rossa abbattuta
- Titolo originale: Red Sleigh Down

### Trama
È la Vigilia di Natale e Cartman desidera avere il giocattolo Robot Haibo, un cane robot da accudire, ma non ha speranze di averlo perché ha commesso troppo malefatte, pertanto si prefigge di fare la più buona azione al mondo. Dopo averci pensato, sentendo il sindaco parlare dell'Iraq decide di portarvi il Natale, così con l'aiuto di Mister Hanckey lui, Kyle e Stan (confusi dal suo comportamento altruista) raggiungono il Polo Nord a bordo del Caccanoogapupù, un treno fatto di escrementi. Appena sente il piano di Eric, Babbo Natale accetta e si dirige in Iraq, ma viene subito abbattuto poiché accusato di essere una spia statunitense portatrice di corruzione consumistica, e quindi viene torturato. I ragazzi allora chiedono aiuto a Gesù, che li porta a sua volta a Baghdad armato di tutto punto, liberando Babbo Natale a costo però della propria vita. Babbo Natale riporta quindi in città i ragazzi, e regala a ognuno di loro un Robot Haibo, con grande fastidio di Cartman, che voleva essere l'unico ad averlo. Prima di tornare a casa, ritorna Kenny, rimasto "in giro", sancendo il suo ritorno definitivo nel cartone.